# Tsjerkovna (Razgrad)
Tsjerkovna (Bulgaars: Черковна Cherkovna) is een dorp in Bulgarije. Het dorp is gelegen de gemeente Razgrad in de gelijknamige oblast. Hemelsbreed ligt het dorp 287 kilometer ten noordoosten van de hoofdstad Sofia.

## Bevolking
Het inwonersaantal van het dorp is sinds het einde van de Tweede Wereldoorlog continu afgenomen: van 732 personen in 1946 naar minder dan 57 personen in 2019.
|  |

Van de 98 inwoners reageerden er 97 op de optionele volkstelling van 2011. Van deze 97 respondenten identificeerden 90 personen zichzelf als etnische Bulgaren (92,8%), gevolgd door zes etnische Turken (6,2%) en één ondefinieerbaar persoon (1%).
| Etnische samenstelling van de respondenten (2011) | Etnische samenstelling van de respondenten (2011) | Etnische samenstelling van de respondenten (2011) | Etnische samenstelling van de respondenten (2011) | Etnische samenstelling van de respondenten (2011) |
| ------------------------------------------------- | ------------------------------------------------- | ------------------------------------------------- | ------------------------------------------------- | ------------------------------------------------- |
|                                                   |                                                   |                                                   |                                                   |                                                   |
| Bulgaren                                          | Bulgaren                                          |                                                   | 92,8%                                             | 92,8%                                             |
| Turken                                            | Turken                                            |                                                   | 6,2%                                              | 6,2%                                              |
| Roma                                              | Roma                                              |                                                   | 0,0%                                              | 0,0%                                              |
| Anders/Onbekend                                   | Anders/Onbekend                                   |                                                   | 1,0%                                              | 1,0%                                              |